# Col du Plafond
Le col du Plafond (altitude 620 m) est un col du massif des Vosges situé au croisement de la D8 et de la D60.

## Géographie

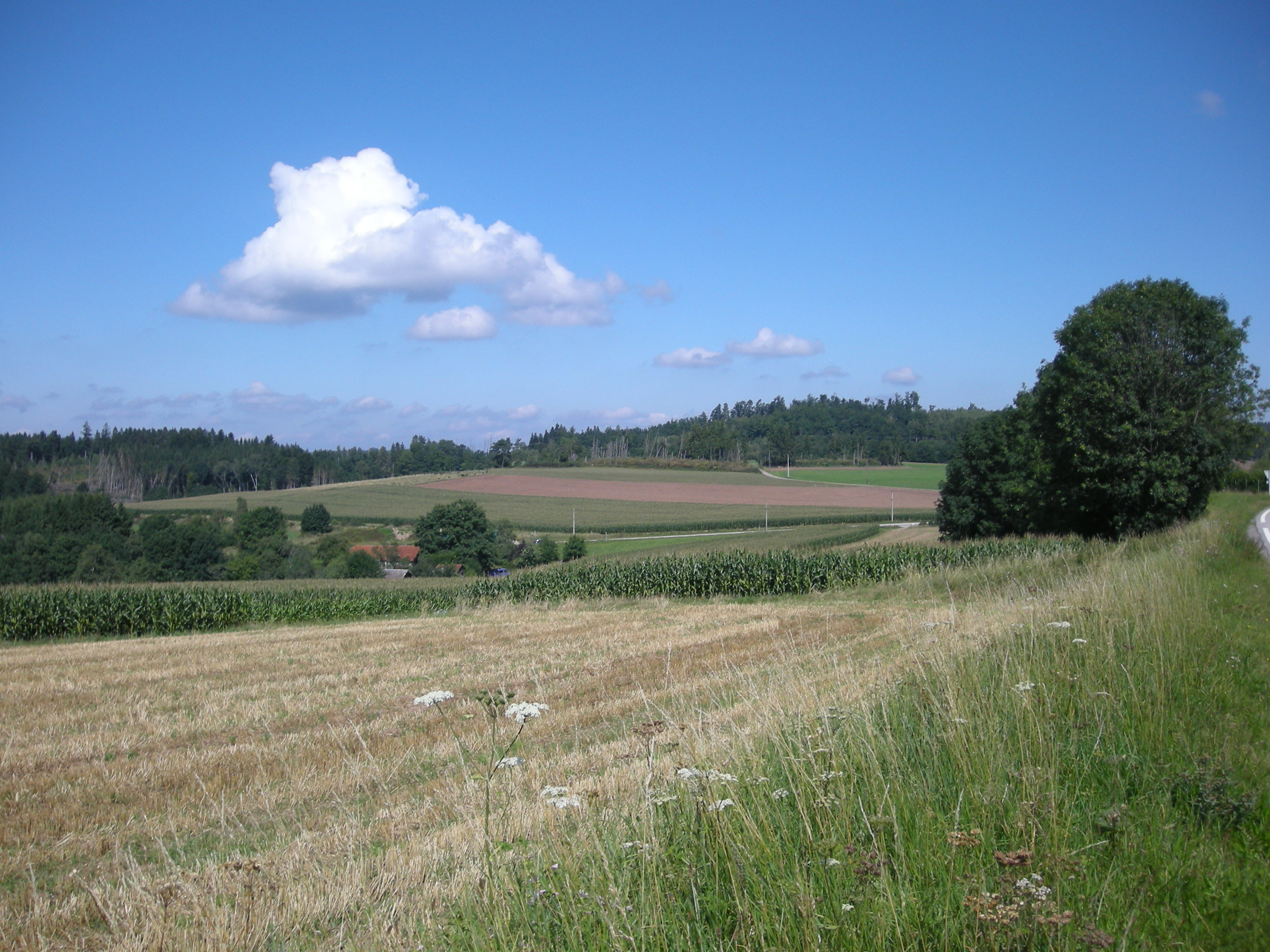
La route vers Corcieux

Il est situé à 5 km du centre d'Anould, à 2 km de Gerbépal et à 3,5 km de Corcieux. Il se trouve du reste à la confluence de ces trois communes. Plus au nord, Saint-Dié-des-Vosges est à 17 km et plus au sud, Gérardmer à 12 km.
À l'est, le long de la Route des Granges, le col abrite un hameau d'une vingtaine d'habitations au lieu-dit La Haute Fontaine, dépendant de la commune d'Anould.

## Histoire

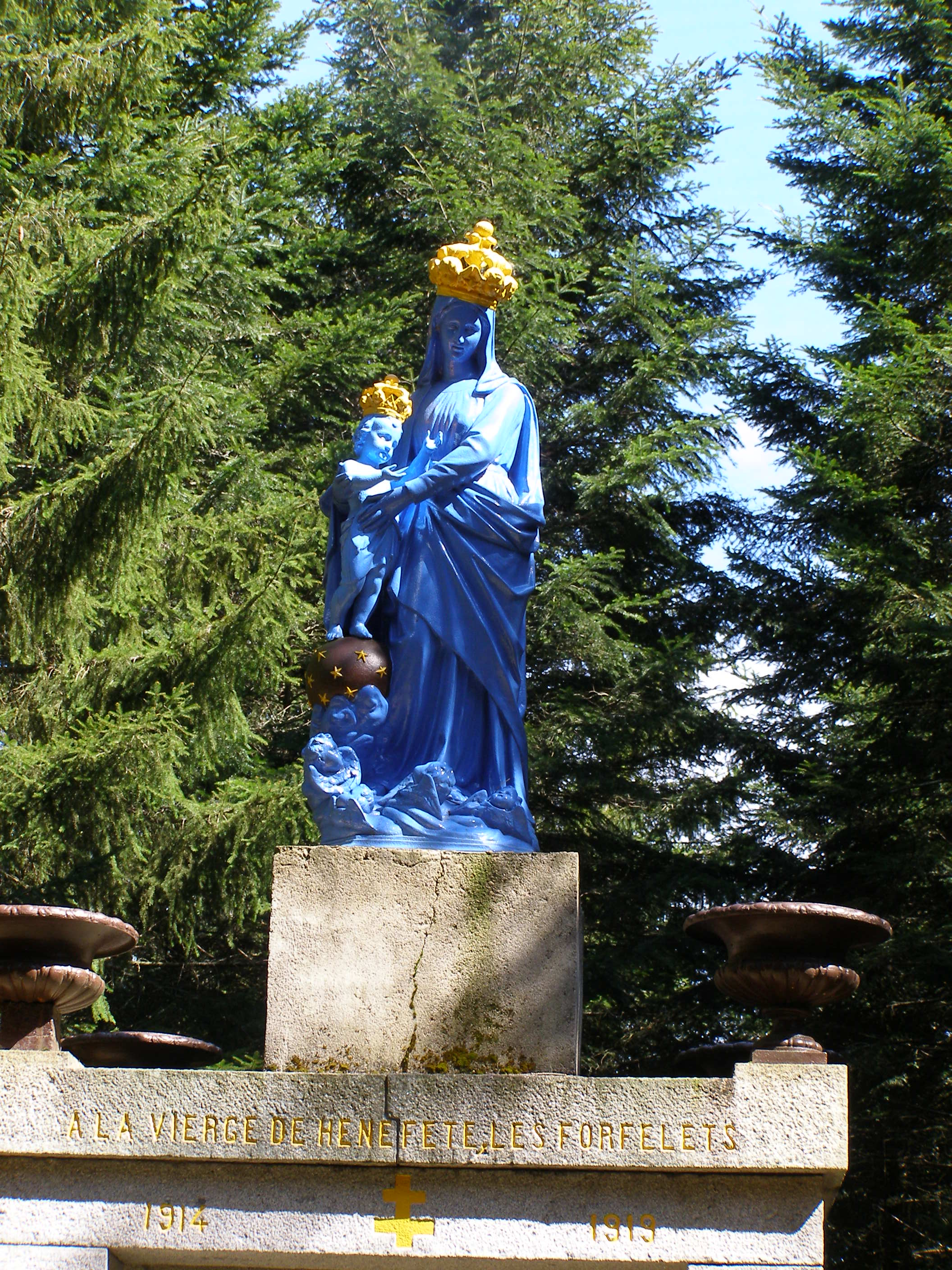
La Vierge de Hennefête.

Au nord, une route forestière mène au massif de Hennefête et à la statue de la Vierge qui y est érigée. Ce monument fut édifié par les catholiques forfelets en reconnaissance à la Vierge qui aurait exaucé leur prière de préservation du village, proche de la ligne de front. L'emplacement du monument, en pleine forêt, correspond au point extrême de l'avancée des patrouilles de uhlans lors de la bataille de la Haute Meurthe de la fin d'été 1914.

## Activités

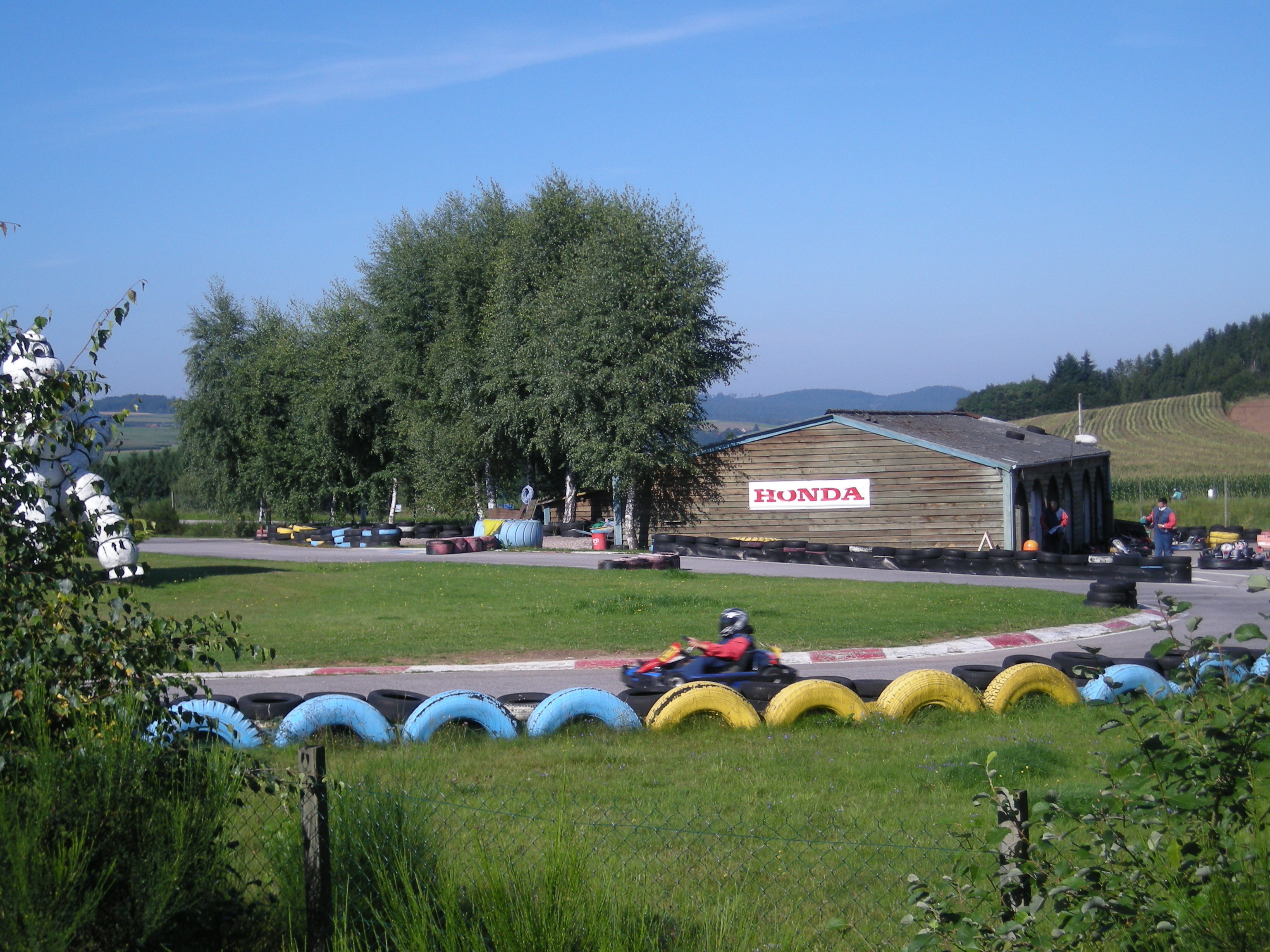
Circuit de karting

### Musée naturaliste
Le Musée de la Grange aux Oiseaux, créé en 1988, présente sur 360 m2 près de 400 animaux naturalisés, dont certaines espèces en voie de disparition.

### Randonnée
Le col du Plafond est également emprunté par le sentier de grande randonnée 533 (GR 533) qui traverse tout le massif des Vosges de Belfort à Sarrebourg, par la Route des Granges (rebaptisée rue Jeanne-d'Arc) qui rejoint Anould, et par la Route du Camp qui mène à Corcieux.

### Karting
Créé en 1997, le Manacha-Kart est un espace de détente et un lieu de compétition pour les amateurs de karting.